# Carbide
Een carbide is een chemische verbinding van koolstof met een element met kleinere of gelijke elektronegativiteit.

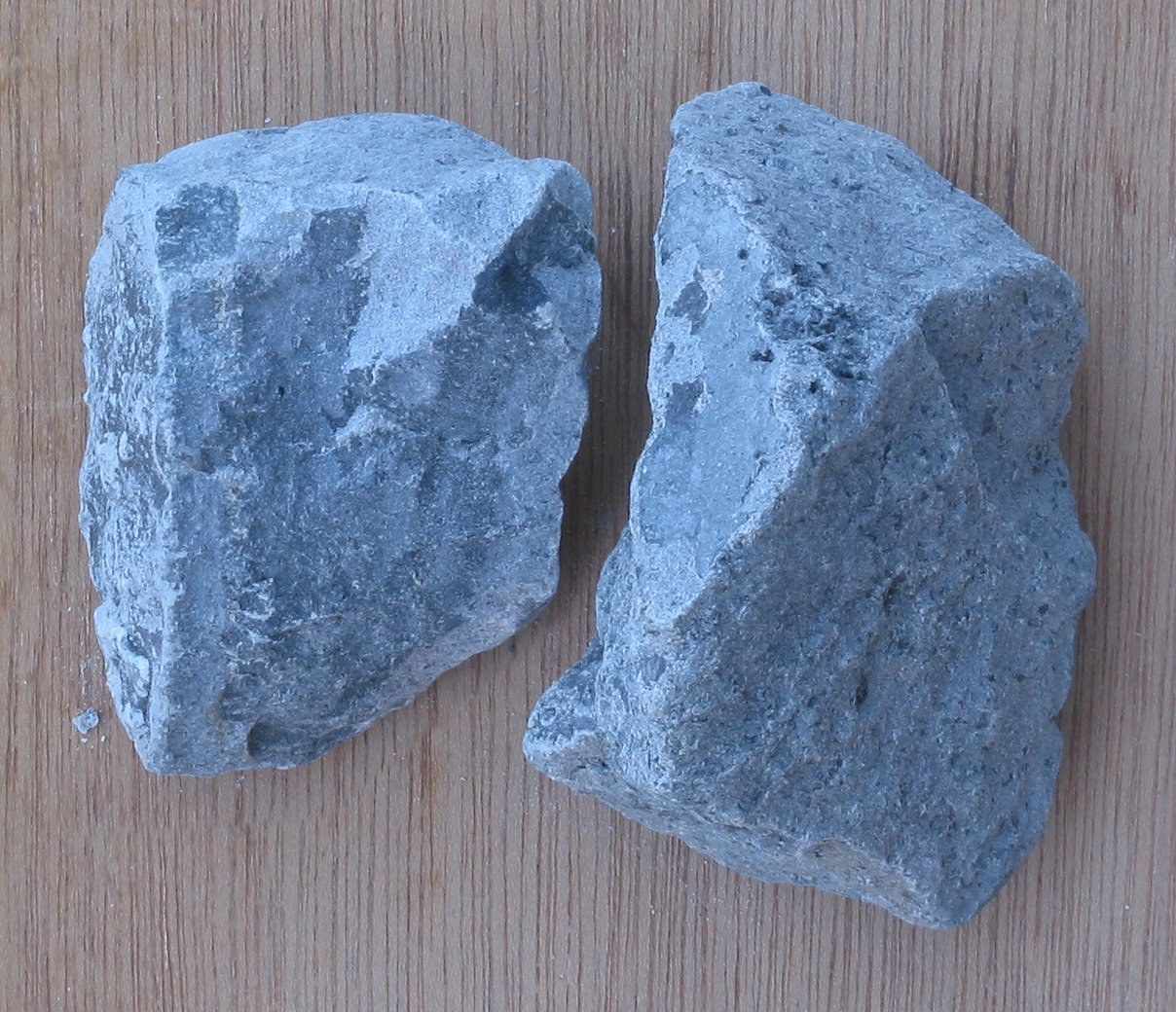
Calciumcarbide

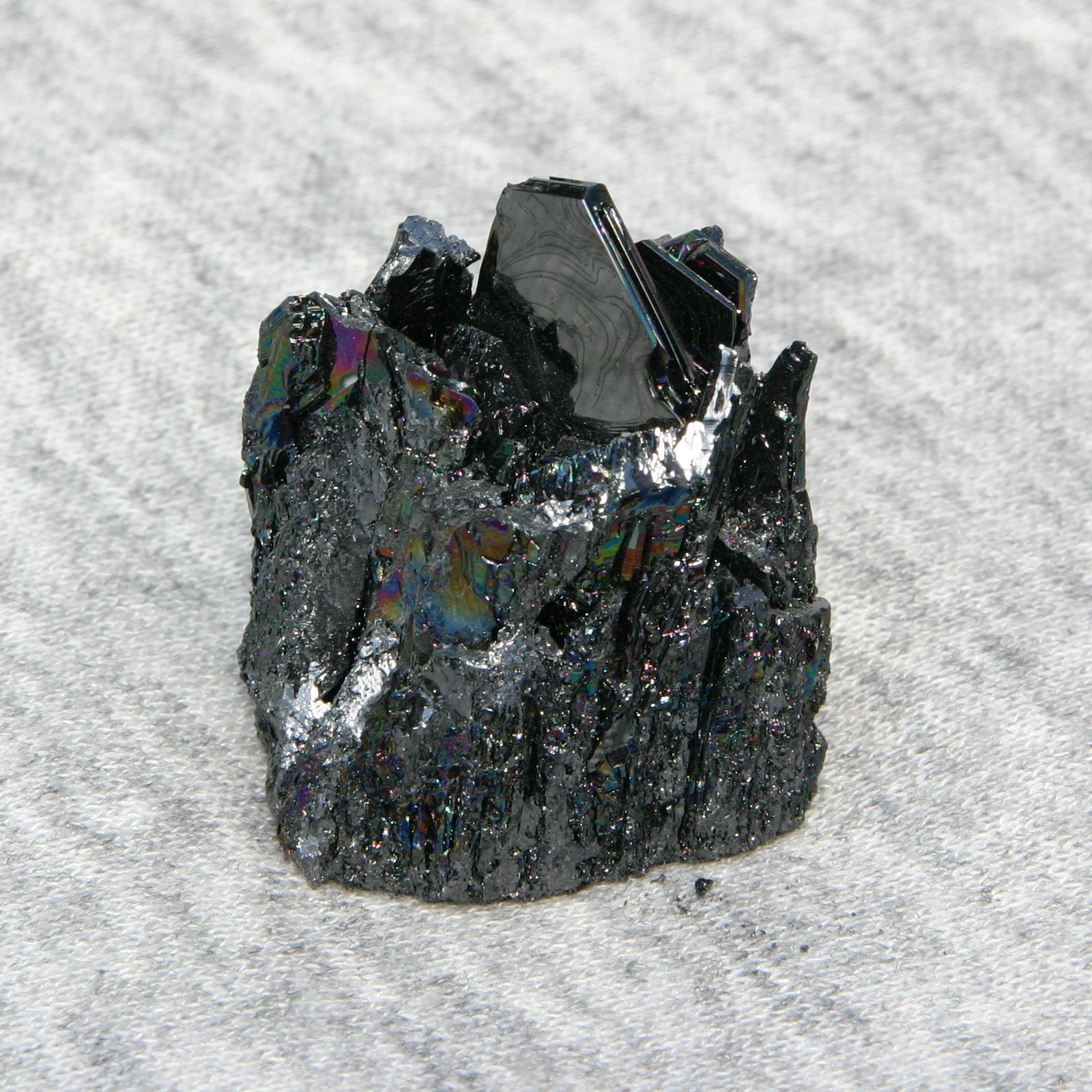
Siliciumcarbide

Carbiden zijn alle erg hard en sterke oxidatoren:
- wolfraamcarbide (WC)
- siliciumcarbide (SiC)
- cementiet (Fe3C)
- calciumcarbide (CaC2)

Deze laatste wordt veel gebruikt bij onder andere carbidschieten. Als calciumcarbide namelijk in aanraking komt met water, ontstaat het explosieve gas acetyleen volgens de volgende reactie:
CaC2 + 2H2O → Ca(OH)2 + C2H2

## Indeling
Het naam "carbide-ion" wijst zowel op: 
1. het C4−, of een zout hiervan. Dit is een erg sterke base.
2. het C22− (ook gekend als het dicarbide- of acetylide-ion), of een zout hiervan (met een drievoudige binding)

Carbiden worden over het algemeen ingedeeld volgens hun type chemische binding: 
- zoutachtige carbiden: verbindingen met hoofdzakelijk elementen uit de groepen I, II en III.
  - methaniden met C4− zoals berylliumcarbide Be2C en aluminiumcarbide Al4C3. Bij hydrolyse geven ze methaan af: 
 Al4C3 + 12 H2O → 4 Al(OH)3  + 3 CH4 
  - acetyliden met het theoretische acetylide-anion C22−. Deze worden gevormd met alkalimetalen, aardalkalimetalen en lanthanoïden: natriumcarbide Na2C2, calciumcarbide CaC2 en lanthaancarbide LaC2. Lanthanoïden kunnen ook carbiden vormen met volgende formule M2(C2)3. Ook metalen uit groep 11 kunnen acetyliden vormen zoals koper(I)acetylide en zilveracetylide. Ook carbiden van actinoïden met formule MC2 en M2C3 worden beschouwd als zouten van C22−. Deze verbindingen reageren met water en de C22− ionen worden gehydrolyseerd tot acetyleen: 
 Ca2+ + C22− + 2 H2O → HCCH + Ca(OH)2
  - "sesquicarbiden" bevatten het polyatomisch ion C34−. Dit komt voor in een lithiumcarbide Li4C3 en een magnesiumcarbide Mg2C3. Het ion is lineair en iso-elektronisch met CO2.
- covalente verbindingen: hiertoe behoren siliciumcarbide SiC en boorcarbide B4C. Dit zijn beide zeer harde, vuurvaste materialen. De elementen Si en B benaderen het dichtst koolstof in grootte en elektronegativiteit.
- interstitiële carbiden: de carbiden van de meeste overgangsmetalen uit de groepen 4, 5 en 6 (met uitzondering van chroom) worden dikwijls aangeduid met de term "interstitiële verbindingen". Deze carbiden hebben metallische eigenschappen en zijn vuurvast. Titaancarbide kan een aantal stoechiometrische formules aannemen, gaande tot Ti8C12+, een stabiele cluster. Ook wolfraamcarbide WC heeft een groot industrieel belang.
- intermediaire carbiden van overgangsmetalen: dit zijn meer complexe structuren met meervoudige stoichiometrie, bijvoorbeeld ijzer vormt een aantal carbiden Fe3C (cementiet), Fe7C3 en Fe2C. Dergelijke carbiden zijn reactiever dan de interstitiële carbiden. De carbiden van Cr, Mn, Fe, Co en Ni worden gehydroliseerd door verdunde zuren tot een mengsel van waterstof en koolwaterstoffen.

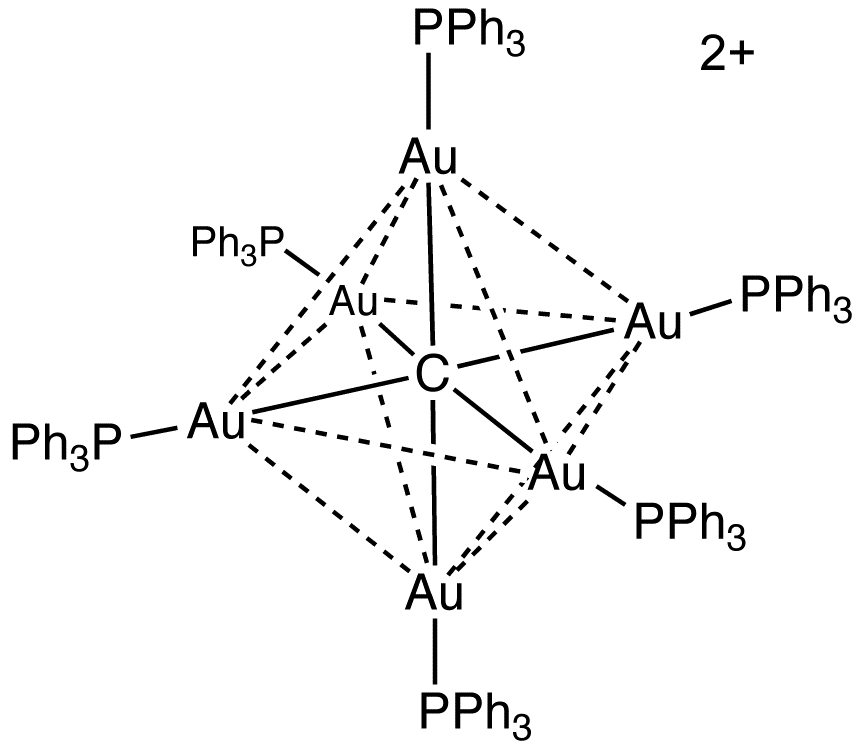
Het complex [Au_{6}C(PPh_{3})_{6}]^{2+} bevat een kern van koolstof en goud

- moleculaire carbiden: men kent metaalcomplexen die Cn bevatten. De meeste zijn koolstofgecentreerde clusters zoals [Au6C(PPh3)6]2+. Men kent ook dergelijke stoffen bij de metaalcarbonylen en bij enkele metallische halogeniden. Men heeft zelfs verbindingen gekristalliseerd met carbiden op het uiteinde van de molecule, zoals CRuCl2(P(C6H11)3)2.

## Bereiding
Carbiden kunnen op volgende wijze bereid worden: 
- rechtstreekse verbinding der elementen bij hoge temperatuur (meer dan 2200 °C)
- verhitting met koolstof van een verbinding van het metaal (meestal een oxide)
- verhitting van het metaal in dampen met een geschikt koolwaterstof.